# Сукот
Сукот (на иврит: סוכות) е празник в юдаизма, един от трите главни празника Шалош Регалим (наред с Пасха и Шавуот), на които, следвайки изискванията на Петокнижието, древните евреи са извършвали поклонничество в Йерусалимския храм. Сукот е най-пряко свързан със земеделския календар от трите празника, но с него се отбелязват 40-те години, които древните евреи са се лутали из пустинята преди да стигнат до Обетованата земя, и се възхвалява Бог като създател на Вселената.
По времето на Втория храм продължаващият осем дни Сукот е свързан с най-важните храмови церемонии, при които свещениците принасяли в жертва седемдесет животни.
Празнува се чрез построяването на временни колиби на открито, които наричат суки (сука в ед.ч.), в които ядат в продължение на една седмица. Празникът съвпада с узряването на плодовете, с което се бележи краят на земеделския цикъл. Отбелязва се на 15-ия ден от седмия месец, тишрей. Празникът завършва със Симхат Тора (Радост заради Тората). Симхат Тора е празник, на който евреите празнуват завършването на ежегодното четене на Тората и започването му от начало. Технически това е отделен празник от Сукот.
След разрушаването на Храма през 70 година значението на Сукот намалява за сметка на непосредствено предшестващите го по-лични празници Рош Ашана и Йом Кипур.
Сукот е единственият празник от Шалош Регалим, който няма пряко съответствие в християнството. Новият завет описва влизането на Иисус Христос в Йерусалим в навечерието на Възкресението с обичаи, свързани със Сукот – поздравления с палмови клони и викове „Осанна!“. Не е ясно дали причина за това е объркване с друго посещение на Христос в града на Сукот или стремеж да се свърже символизмът на края на скитането в пустинята със Страстната седмица. Така ли иначе част от тези символи са пренесени в християнския празник Връбница.